# Dwars door België 1998
La Dwars door België 1998, cinquantatreesima edizione della corsa, si svolse il 25 marzo su un percorso di 203 km, con partenza ed arrivo a Waregem. Fu vinta dal belga Tom Steels della squadra Mapei-Bricobi davanti ai connazionali Johan Capiot e Andrei Tchmil.

## Ordine d'arrivo (Top 10)
| Pos. | Corridore          | Squadra                      | Tempo    |
| ---- | ------------------ | ---------------------------- | -------- |
| 1    | Tom Steels         | Mapei-Bricobi                | 5h14'10" |
| 2    | Johan Capiot       | TVM-Farm Frites              | s.t.     |
| 3    | Andrei Tchmil      | Lotto-Mobistar               | s.t.     |
| 4    | Dario Pieri        | Scrigno-Gaerne               | s.t.     |
| 5    | Léon van Bon       | Rabobank                     | s.t.     |
| 6    | Tom Desmet         | Collstrop                    | s.t.     |
| 7    | Peter Van Petegem  | TVM-Farm Frites              | s.t.     |
| 8    | Lars Michaelsen    | TVM-Farm Frites              | s.t.     |
| 9    | Stefano Dante      | Vini Caldirola-Longoni Sport | s.t.     |
| 10   | Christophe Capelle | Cofidis                      | s.t.     |